# Ossówek
Ossówek – wieś w Polsce położona w województwie kujawsko-pomorskim, w powiecie włocławskim, w gminie Kowal.
W latach 1975–1998 miejscowość administracyjnie należała do województwa włocławskiego.
Miejscowość jest wsią od 2023 r., wcześniej była częścią wsi Dąbrówka.